# کوچای
کوچای (به صربی: Kučaj) یک کوه در صربستان است که در دسپوتوواتس واقع شده‌است. کوچای ۱٬۲۸۴ متر بالاتر از سطح دریا واقع شده‌است.